# Ken Fletcher (cầu thủ bóng đá, sinh 1931)
Ken Fletcher (31 tháng 12 năm 1931 – 13 tháng 10 năm 2011) là một cầu thủ bóng đá người Anh, thi đấu ở vị trí hậu vệ ở Football League cho Chester.